# Boulengerochromis microlepis
Boulengerochromis microlepis és una espècie de peix de la família dels cíclids i de l'ordre dels perciformes, i la més grossa dels cíclids africans.

## Morfologia
- Els mascles poden assolir 65 cm de longitud total i 4.500 g de pes.[4][5][6]

## Reproducció
Els adults es reprodueixen a la zona litoral.

## Alimentació
Els joves són omnívors i els adults principalment piscívors.

## Hàbitat
Viu en zones de clima tropical entre 24 °C - 26 °C de temperatura.

## Distribució geogràfica
Es troba a Àfrica: és una espècie de peix endèmica del llac Tanganyika, incloent-hi Burundi, la República Democràtica del Congo, Tanzània i Zàmbia.

## Interès gastronòmic
La seua carn és molt apreciada.

## Estat de conservació
Les seues principals amenaces són la sedimentació i, probablement també, la sobrepesca.